# Aleksander Paweł Zatorski
Aleksander Paweł Marian Zatorski, inna forma nazwiska: Zathorski, pseud.: Laupi Trazkosy (Traskoshy, Trazkosi); Pogórzanin, (ur. 22 stycznia 1722, zm. 1752 w Lublinie) – prozaik związany z kręgiem Biblioteki Załuskich. Powieściopisarz, poeta i autor poradnika miłosnego.

## Życiorys
Urodził się w roku 1722, w rodzinie drobnej szlachty mazowieckiej. W wieku 15 lat (12 lipca 1737), wstąpił do zakonu pijarów przyjmując imię Mariana od Najświętszego Imienia Marii. Po 2-letnim nowicjacie i rocznym kursie retoryki – do roku 1742 nauczał w syntaksie kolegium pijarskiego w Łowiczu, a następnie (1743-1744) podjął studia filozoficzne w seminarium zakonnym w Rzeszowie. Po powrocie do Łowicza (1745), obejmuje tam stanowisko profesora poetyki. Z początkiem roku 1746 wystąpił z zakonu. Miało to miejsce w Krakowie, krótko po wizytacji apostolskiej ks. Cypriana Komorowskiego.

## Twórczość
W roku 1746 wydał poradnik „Uwagi do zupełnego zabierających się w stan małżeński szczęścia służące, ...” oraz Przydatek do „Uwag zupełnemu stanowiących się szczęściu...”. Proza ta łączy rysy barokowe z wpływami angielskiej powieści sentymentalnej. Mieczysław Klimowicz uważa Przydatek... za pierwszą polską próbę powieści listownej.

### Utwory
1. Uwagi do zupełnego zabierających się w stan małżeński szczęścia służące, przez pewnego Podgórzanina... cz. 1: powszechne naprzód nauki, potem szczególne, ile do samej kawalera osoby należeć może, przestrogi i refleksje zawierająca; cz. 2: jak się kawaler ma zacząć o czyją starać przyjaźń, jak sobie serce damy zniewolić, jak go poznać, doświadczać, jak się przy skutku intencji swoich utrzymać, do refleksji podająca; Wrocław 1746 (1747); wyd. następne: Wrocław 1751; Wrocław 1754; Wrocław 1768, (w tekście tym są także wiersze erotyczne)
2. Przydatek do Uwag zupełnemu stanowiących się szczęściu służących etc. osobliwy. Przez tegoż co i przed tym Podgórzanina... to jest listów rozlicznych do delikatnej o pozwoloną przyjaźń negocjacji służących tomików 2 t. 1: kilkadziesiąt listów pierwsze statecznej konkurencji wstępy zawierających mający, Kraków (Wrocław) 1746 (1747); t. 2: kilkadziesiąt listów dalsze wiernej konkurencji sukcessa zawierających mający, Kraków (Wrocław) 1746 (1747); wyd. następne: Wrocław 1754; Wrocław 1760; przedmowę przedr. Z. Florczak, L. Pszczołowska w: Ludzie Oświecenia o języku i stylu t. 1, Warszawa 1958
3. De utilitate insigni ex bibliothecis publicis in scientias et artes promonante, mowę wygł. na konkursie w Bibliotece Załuskich w roku 1746, (tekst nieznany)
4. Wiersze w zbiorze różnych mów, listów, projektów, publicznych i prywatnych Bonifacego Szembeka, z lat 1746-1747; rękopis: Biblioteka Jagiellońska sygn. 201; wiersz Nieraz, o zacna pani, zdumiony stanę... ogł. M. Klimowicz, "Pamiętnik Literacki" rocznik 49 (1958), zeszyt 4, s. 395-396.

### Listy
1. Do J.A. Załuskiego 11 listów z lat 1747-1748, z rękopisów Biblioteki Narodowej sygn. 3246-3247 ogł. M. Klimowicz w zbiorze: Miscellanea z doby Oświecenia, Wrocław 1960 "Archiwum Literatury" nr 5
2. Do A. Chmary z roku 1751, rękopis: Biblioteka Jagiellońska sygn. 6636 II, k. 45.

## Opracowania nt. Zatorskiego
1. Matricula provinciae Polonae Scholarum Piarum nr 199: rękopis Archiwum OO. Pijarów w Krakowie
2. J. D. A. Janocki: Lexicon derer itztlebenden Gelehrten in Polen cz. 2, Wrocław 1755, s. 47
3. A. Brückner: Dzieje literatury polskiej w zarysie t. 1, Warszawa 1903, s. 308-209; wyd. następne Warszawa 1921, s. 372
4. Z. Florczak, L. Pszczołowska: (Notka do) Ludzie Oświecenia o języku i stylu t. 1, Warszawa 1958, s. 253
5. M. Klimowicz: Narodziny romansu listownego w literaturze polskiej XVIII w., "Pamiętnik Literacki" rocznik 49 (1958), zeszyt 4
6. M. Klimowicz: Romans Gellerta w literaturze polskiej czasów saskich, "Pamiętnik Literacki" rocznik 50 (1959), zeszyt 3/4
7. M. Klimowicz: A. P. Zatorski. Materiały do biografii w zbiorze: Miscellanea z doby oświecenia, Wrocław 1960 "Archiwum Literatury" nr 5
8. J. Rudnicka: Bibliografia powieści polskiej 1601-1800, Wrocław 1964 "Książka w Dawnej Kulturze Polskiej" nr 13.